# تومي إدواردز
تومي إدواردز (بالإنجليزية: Tommy Edwards)‏ (11 فبراير 1923 في المملكة المتحدة - 1 أكتوبر 2000) هو لاعب كرة قدم بريطاني (وحمل سابقاً جنسية المملكة المتحدة لبريطانيا العظمى وأيرلندا) في مركز جناح ‏. لعب مع ليستر سيتي ونادي فولهام.